# Charles-Denis de Bullion
Pour les articles homonymes, voir Bullion (homonymie).

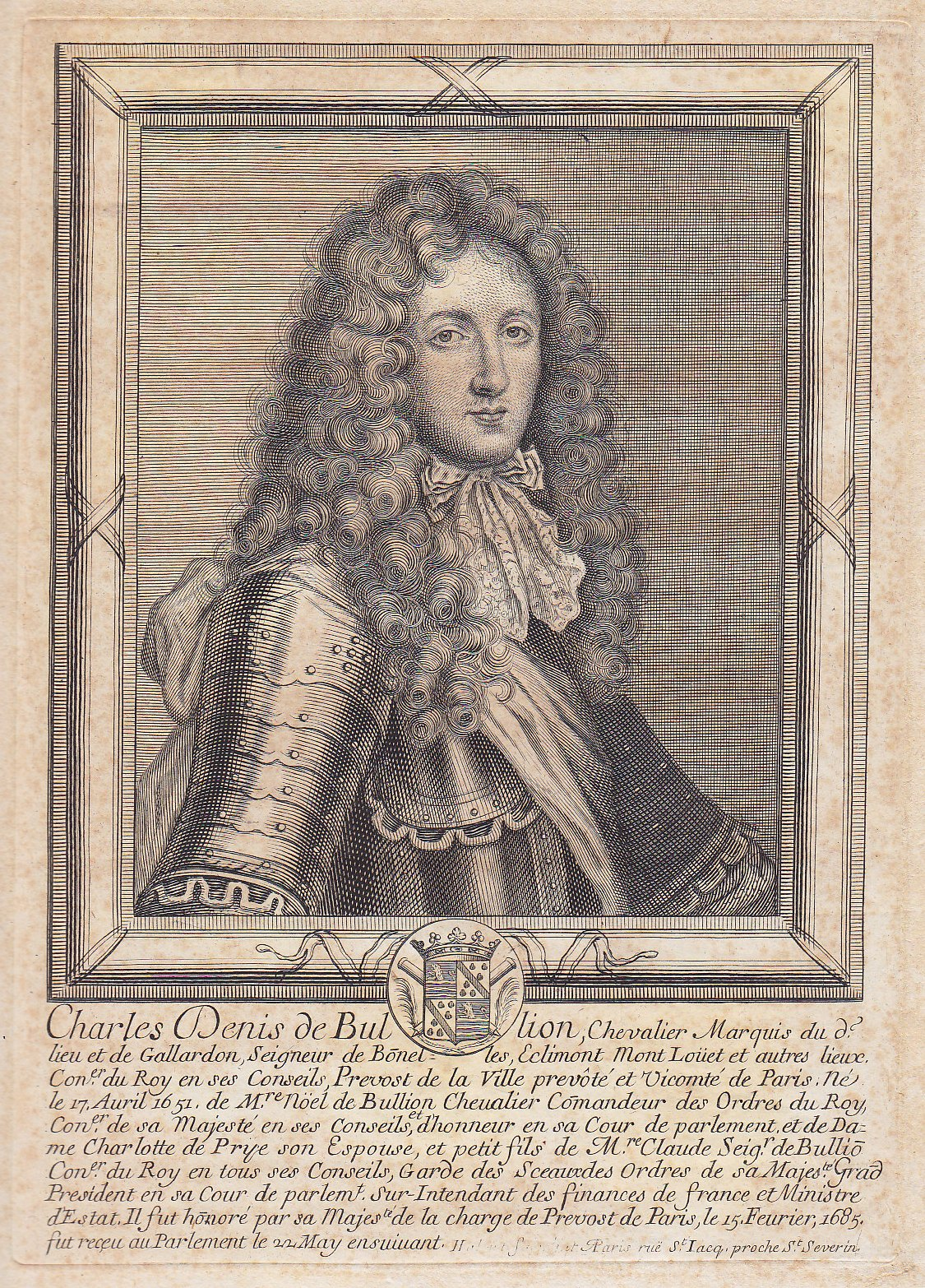
Charles Denis de Bullion, Habert faciebat Paris rue St Jacq, proche St Severin

Charles-Denis de Bullion, Marquis de Gallardon, Seigneur de Bonnelles et comte d'Esclimont, né le 17 avril 1651, mort le 20 mai 1721, colonel et maître de camp, gouverneur du comté du Maine, du comté du Perche, du comté de Laval et prévôt de Paris. 

## Biographie
Charles-Denis de Bullion est issu d'une famille de magistrats, officiers et hauts dignitaires du Royaume de France formant la Noblesse de robe. Il fait lui-même une carrière militaire. 
Il est le fils de Noël de Bullion, marquis de Gallardon, seigneur de Bonnelles, Esclimont, Président puis conseiller d'honneur au Parlement de Paris, greffier des ordres du Roi de 1643 à 1656, et de Charlotte de Prie. Il est aussi le petit-fils de Claude de Bullion. 
Le 22 mai 1685, il est nommé prévôt de Paris en remplacement de Armand du Cambout.
Le 22 octobre 1689, il parraine la bénédiction de la cloche de la Chapelle de Notre-Dame de la Fontaine à Gallardon (actuel Eure-et-Loir), son épouse étant marraine également. Son fils Jean-Claude est le parrain de la cloche de la Chapelle St-Matthieu, bénie le même jour à Gallardon.
Le 15 mars 1718, il est élevé au grade de colonel et mestre de camp.
Il meurt en 1721 et son fils, Gabriel-Jérôme de Bullion, lui succède à la tête de la prévôté de Paris. 

## Mariage et descendance
Le 21 décembre 1677, il épouse Marie Anne Rouillé de Meslay, fille de Jean Rouillé, comte de Meslay, conseiller d'Etat, et de Marie de Comans d'Astric .Neuf enfants sont issus de ce mariage :
- Jean Claude de Bullion, marquis de Bonnelles, lieutenant de Roi au pays chartrain, brigadier de cavalerie et mestre de camp du régiment Royal-Roussillon, mort des blessures reçues à la journée de Turin, le 7 septembre 1706, sans alliance ;
- Anne Jacques de Bullion, marquis de Fervaques, marquis de Bonnelles, gouverneur des provinces du Maine et du Perche, lieutenant général des armées du Roi, chevalier des ordres du Roi, marié en 1708 avec Marie-Madeleine Hortense de Gigault de Bellefonds, petite-fille du maréchal de Bellefonds et arrière-petite-nièce de Mazarin , dont trois filles : Marie-Etiennette de Bullion de Fervaques, mariée avec Charles Anne Sigismond de Montmorency-Luxembourg ; Jacqueline Hortense de Bullion de Fervaques, mariée avec Guy André Pierre de Montmorency, duc de Laval ; et Auguste Eléonore Olympe Nicole de Bullion de Fervaques, mariée avec Paul-Louis, duc de Beauvilliers ;
- Charles Jean Baptiste de Bullion, seigneur de Marly, mort le 14 décembre 1699 à environ 17 ans ;
- Auguste Léon de Bullion, reçu chevalier de Malte en 1697 ;
- Gabriel Jérôme de Bullion, comte d'Esclimont, Prévôt de Paris (après son père), mestre de camp du régiment de Provence, mort le 31 décembre 1752 ;
- Anne Marie Marguerite de Bullion, morte le 3 août 1760, mariée en 1706 avec Jean Charles de Crussol, duc d'Uzès, pair de France ;
- Elisabeth Anne Antoinette de Bullion, mariée en 1707 avec Frédéric-Guillaume de La Trémoïlle, prince de Talmont, lieutenant général des armées du Roi, gouverneur de Sarrelouis ;
- Anne Thérèse de Bullion, religieuse aux Filles de Chaillot ;
- Marie Thérèse de Bullion, aussi religieuse aux Filles de Chaillot.